# Otcové pouště

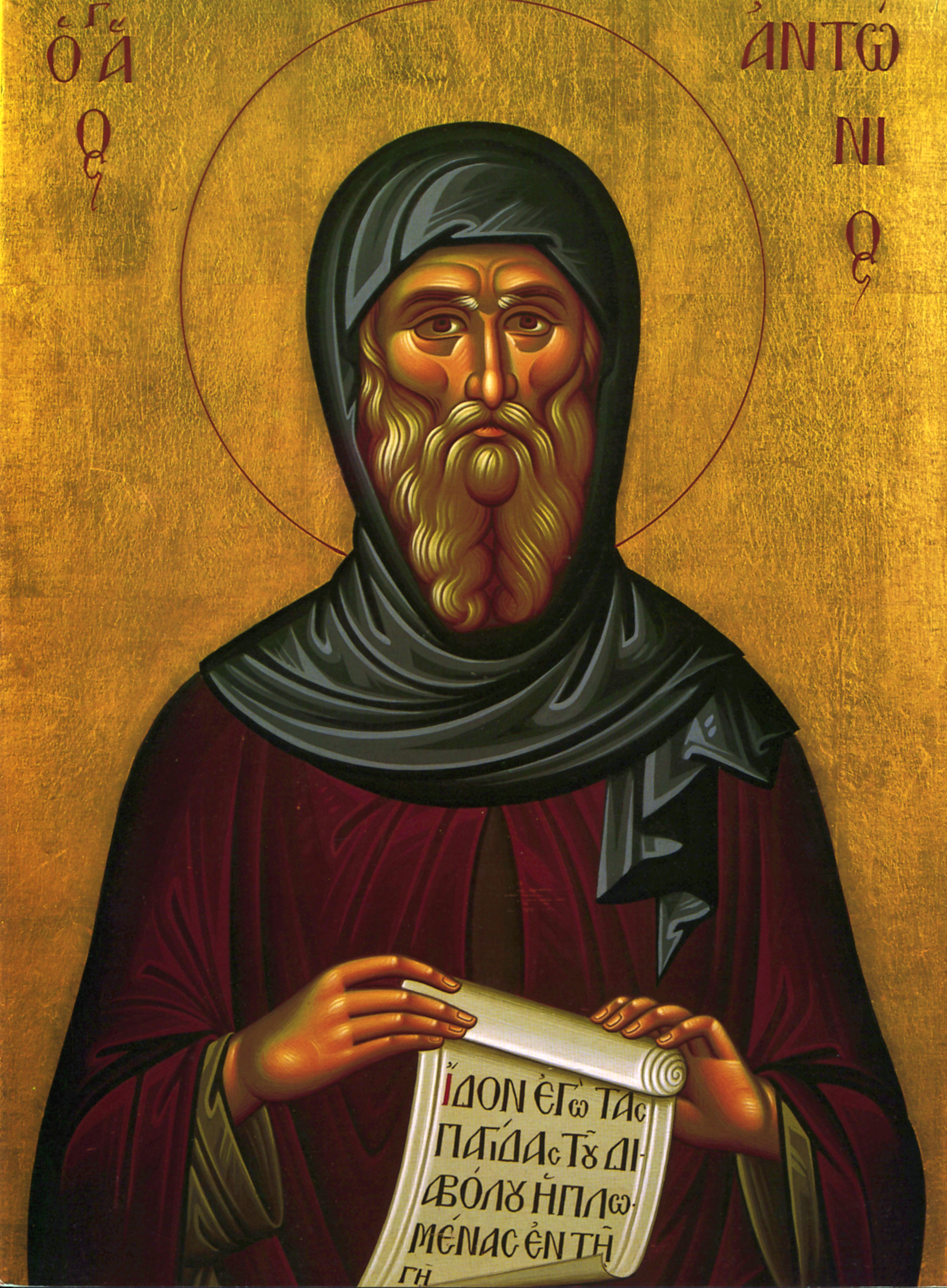
Svatý Antonín Veliký

Otcové pouště nebo pouštní otcové byli křesťanští mniši, kteří žili od 3. století v odlehlých oblastech Egypta, Sýrie nebo Palestiny. Obývali především oblasti v poušti, jeskyně nebo starověké hrobky, vyhloubené v dobách vlád faraonů v oblastech dostatečně vzdálených od Nilu.
Přestože většina pouštních otců pocházela z rolnického prostředí (Makárius Egyptský, Svatý Pachomios), našli se mezi nimi i poustevníci šlechtického původu (jako například Arsenius). Otcové pouště většinou mluvili výhradně koptsky.
Společným rysem pouštních otců byl radikální asketismus, tedy dobrovolné zřeknutí se dříve vedeného života a manželství. Pouštní otcové žili buď ve společenstvích nebo jako poustevníci. Na živobytí si vydělávali prostou řemeslnou prací (pletením provazů, košíků, tkalcovstvím a pěstováním zeleniny). Pouštní otcové položili základ křesťanského mnišství.
Svatý Pavel Thébský je často považován za prvního poustevníka, který odešel do pouště, ale byl to svatý Antonín Veliký, který byl prvním otcem pouště. Někdy kolem roku 270 n. l. si vyslechl nedělní kázání, v němž zaslechl, že dokonalosti lze dosáhnout prodejem veškerého majetku, rozdáním výtěžku chudým a následováním Ježíše Krista. Rozhodl se těmito radami řídit a zanedlouho odešel do pouště. Mezi další otce pouště patřili například Svatý Pachomios, Makárius Alexandrijský, Jan Kassián, Izák Syrský a ostatní.
Mezi tzv. matky pouště (protějšek k pouštním otcům) se řadí například sv. Synkletika nebo Teodora.